# Cosenza 'ndrine sangue e coltelli. La criminalità organizzata in Calabria
Cosenza 'ndrine sangue e coltelli. La criminalità organizzata in Calabria è un saggio del 2009 di Nicola Gratteri, Antonio Nicaso e Valerio Giardina.
Pubblicato da Luigi Pellegrini Editore, Cosenza, è il primo volume di una serie dedicata alla articolazione della 'ndrangheta nelle cinque provincie calabresi.

## Contenuto
Il resoconto delle consorterie e contiguità tra delinquenza organizzata al suo nascere e benestanti della fine dell'Ottocento prosegue analizzando i vari legami che poi vengono a consolidarsi tra una organizzazione sempre più forte e ramificata nel tessuto sociale cosentino e altri poteri forti, da massoneria negli anni dieci e venti del Novecento e fascismo negli anni trenta, fino alla fine del XX secolo con personaggi conosciuti nella provincia.
Il suo obiettivo è dimostrare come la provincia di Cosenza non sia mai stata esente dalla criminalità organizzata e come non siano esistiti "periodi felici" nei quali un potere criminale non si sia contrapposto al potere di uno Stato spesso assente e con rappresentanti più impegnati a minimizzare il fenomeno che a combatterlo.